# Cyclocypris kincaidia
Cyclocypris kincaidia är en kräftdjursart som först beskrevs av Dobbin 1941.  Cyclocypris kincaidia ingår i släktet Cyclocypris och familjen Cyprididae. Inga underarter finns listade i Catalogue of Life.